# Großherzogin Elisabeth (żaglowiec)
SV Großherzogin Elisabeth – niemiecki trójmasztowy szkolny szkuner gaflowy o stalowym kadłubie wybudowany w 1909 roku w holenderskiej stoczni Scheepswerft Jan Smit w Alblasserdam jako żaglowiec „San Antonio”. Portem macierzystym jest Elsfleth w Niemczech.

## Historia
Zbudowany został w holenderskiej stoczni Scheepswerft Jan Smit w 1909 roku jako następca innego frachtowca o tej samej nazwie, który zatonął wskutek kolizji na morzu. Zwodowano go 19 sierpnia 1909 roku, nadając nazwę „San Antonio”. Był to frachtowiec żaglowy z pomocniczym silnikiem Diesla o mocy 160 KM (118 kW) oraz składanymi masztami, co umożliwiało żeglugę także po dużych rzekach, takich jak Ren.  W pierwszych latach eksploatacji „San Antonio” odbywał rejsy m.in. do Ameryki Południowej, Morza Śródziemnego, po Morzu Północnym i Bałtyku. 25 stycznia 1914 roku jednostka osiadła na mieliźnie u wybrzeży Rabatu w Maroko, jednak dzięki pracy silnika zdołał samodzielnie zejść z płycizny. W 1929 roku przewróciła się w okolicach Kopenhagi. Statek udało się uratować i przebudowano go na jednostkę handlową przeznaczoną do żeglugi przybrzeżnej. W kolejnych latach „San Antonio” kilkakrotnie zmieniał właścicieli, pozostając jednak pod holenderską banderą. Od 1940 roku służył w Wielkiej Brytanii jako jednostka transportu ewakuacyjnego. Po II wojnie światowej został przebudowany na luksusowy jacht.
W roku 1947 został sprzedany do Szwecji, gdzie najpierw pod nazwą „Buddi”, a później „Santoni” zaopatrywał nadmorskie miasta. W roku 1973 roku jednostkę nabył niemiecki armator Hartmut Paschburg, właściciel firmy żeglugowej, który przebudował ją na statek pasażerski. Pod nazwą „Ariadne” pływała po Morzu Śródziemnym do 1982 roku.
Po sprzedaży do Wesermarsch statek trafił do klubu żeglarskiego Schulschiffverein „Grossherzogin Elisabeth”, będącego jego właścicielem do dziś. 10 czerwca 1983 roku powiat Wesermarsch wykupił „Großherzogin Elisabeth” od spółki Ariadne Windjammer za kwotę 1,2 mln marek niemieckich, przy czym kraj związkowy Dolna Saksonia przeznaczył na ten cel 450 tys. marek, a miasto Elsfleth – 100 tys. marek. W kolejnych latach „Lissi” odbywała rejsy szkoleniowe po Morzu Północnym i Bałtyku.
31 marca 1993 roku o godzinie 19:20, podczas prac remontowych w stoczni w Elsfleth, na statku wybuchł pożar. Ogień, spowodowany pracami spawalniczymi, zniszczył całe wnętrze jednostki – od części dziobowej po grodź maszynową. Ekspertyzy wykazały, że po pożarze zachowanych zostało 60% wartości technicznej statku. Podjęto decyzję o jego odbudowie. 3 maja 1993 roku powiat Wesermarsch przekazał „Großherzogin Elisabeth”, wraz z należnym odszkodowaniem z tytułu ubezpieczenia kadłuba, na własność stowarzyszenia szkolnego. Zlecenie na remont otrzymała stocznia w Elsfleth. 30 września 1993 roku zakończono prace polegające na całkowitym demontażu wnętrza. Odbudowa jednostki była wspólnym wysiłkiem mieszkańców regionu, członków stowarzyszenia, lokalnych władz oraz sympatyków „Lissi”. Łączny koszt napraw wyniósł 4,3 mln marek niemieckich.
Od 1993 roku „Grossherzogin Elisabeth” jest wykorzystywana głównie jako statek szkolny  Fachbereichs Seefahrt und Logistik der Jade Hochschule. Oferuje też rejsy komercyjne. Nadane w Niemczech imię ma upamiętniać inną jednostkę o tej nazwie, która później pływała jako „Duchesse Anne”.

## Dane techniczne
Długość całkowita wynosi 63,7 m, szerokość całkowita 8,23 m, wysokość masztów to 33 m nad linią wodną. Powierzchnia ożaglowania wynosi 800 m². Statek ma silnik spalinowy o mocy  294 kW (400 KM). Pojemność brutto wynosi 463.